# Pedro Pablo León
Pedro Pablo «Perico» León García (Lima, 29 de junio de 1943-Lima, 9 de mayo de 2020)fue un futbolista peruano, considerado un histórico delantero del Club Alianza Lima y de la selección de fútbol del Perú, con la cual participó en el Mundial de México 70 alcanzando los cuartos de final.
Se caracterizaba por ser potente y tenía una habilidad muy poco común para asociarse mediante paredes con sus compañeros en espacios reducidos, además de un posicionamiento inteligente sobre el campo, sabiendo retrasarse muy bien para crear juego y asistir.  
En los años sesenta, era muy común verlo anotar goles de magnífica factura y, en la segunda mitad de la década, conformó una de las mejores delanteras blanquiazules de la historia, bautizada como el nuevo "Rodillo negro", junto con Teófilo Cubillas y Julio Baylón.
En 1971 fue transferido al Barcelona Sporting Club, que entonces formaba un megaproyecto, y allí formó una excepcional dupla de ataque con el destacado jugador ecuatoriano Alberto Spencer. Con aquel equipo, logró el título de la liga ecuatoriana, en su primera temporada, y fue el segundo máximo goleador del torneo. Cerca de los treinta años, regresó al Perú, pero entonces fue yendo en declive y finalmente se retiró jugando en Venezuela.
Entre 1963 y 1970, fue el indiscutido 9 titular de la selección peruana, precisamente jugó sus últimos grandes partidos en la etapa clasificatoria para la Copa Mundial de 1970 y fue figura en la eliminación de Argentina a manos de Perú en 1969.
Es el único futbolista en la historia de la selección peruana en marcar un triplete en eliminatorias, ante Venezuela, por las eliminatorias para el Mundial de Inglaterra 66, en el triunfo peruano por 6-3 de visitante.

## Biografía
Pedro Pablo León García, conocido como Perico, nació en la ciudad de Lima el 29 de junio de 1943. Desde pequeño se formó en las canteras del Alianza Lima hasta convertirse en el mejor punta de lanza de su historia, fue el once ideal de Alianza Lima, 
Radicó con su familia por más de veinte años en Paterson, Nueva Jersey. Estuvo casado con Dora y trabajó como obrero en una empresa textil.
Falleció en Lima el 9 de mayo de 2020 a los 76 años a causa de una neumonía y una insuficiencia renal. Aunque la familia y el club Alianza Lima intentaron que se realizará un breve velatorio en el Estadio Alejandro Villanueva, debido a la pandemia de covid-19, esto no fue posible. Su cuerpo fue cremado y las cenizas entregadas a su familia.

## Trayectoria
Debutó en primera división en 1960, destacándose por su habilidad, picardía y por ser autor de goles de magnífica factura. Fue campeón de la liga peruana de fútbol con Alianza Lima en 1962, 1963 y 1965. En la segunda mitad de los años sesenta, conformó una de las mejores delanteras en la historia del club (una nueva versión del llamado Rodillo Negro) junto con Julio Baylón, «Pitín» Zegarra, Teófilo Cubillas y Luis «Babalú» Martínez. «Perico» León, pícaro y alegre, le pondría el apodo de Nene a Teófilo Cubillas debido a su juventud (tenía diecisiete años) y al poco apego al alcohol y la bohemía de este último.
En 1971 ficha por el Barcelona SC, de Ecuador, formando una dupla letal con Alberto Spencer logrando el campeonato ecuatoriano. En 1972 reedita una buena actuación y termina como el segundo goleador del torneo. Al año siguiente, regresó a Alianza Lima; luego jugó por Juan Aurich, Unión Tumán y Deportivo Municipal, donde se desempeñó como técnico-jugador.
En 1978 emigró al fútbol venezolano para jugar por el Deportivo Galicia, donde mostró destellos de su clase para retirarse en 1980.

## Selección nacional
Debutó con la selección de fútbol del Perú en el Campeonato Sudamericano de 1963, realizado en Bolivia, anotó dos goles en ese torneo. Desde ese momento, fue el indiscutido centrodelantero de la selección peruana hasta el Mundial de México 70. 
Integró el notable equipo peruano que eliminó a la Argentina del Mundial de México 70. El partido de ida Perú lo ganaría precisamente con un magistral gol de Perico tras pase de veinte metros del defensor Chumpitaz. Perico amortiguaría la pelota con el pecho, giraría sobre Roberto Perfumo, su marcador, y avanzaría, después de este fantástico autopase, la amortiguaría con el muslo y definiría cruzado. Un señor gol de ensueño. Luego, en el partido de vuelta en la Bombonera de Buenos Aires, Perú le empataba a la Argentina 2-2, logrando su clasificación.
Jugó su último partido el 28 de marzo de 1973 en el partido que Perú venció a Paraguay por 1-0 en Lima.

### Participaciones en Copas del Mundo
| Mundial                        | Sede                     | Resultado                | PJ | Goles | Asist. | Prom. |
| ------------------------------ | ------------------------ | ------------------------ | -- | ----- | ------ | ----- |
| Copa Mundial de Fútbol de 1970 | México                   | Cuartos de final         | 4  | 0     | 2      | 0,00  |
| Total en Copas del Mundo       | Total en Copas del Mundo | Total en Copas del Mundo | 4  | 0     | 2      | 0,00  |

### Participaciones en Copas América
| Copa                         | Selección | Resultado     | Partidos | Goles | Prom. |
| ---------------------------- | --------- | ------------- | -------- | ----- | ----- |
| Campeonato Sudamericano 1963 | Bolivia   | Quinto puesto | 6        | 2     | 0,33  |

### Participaciones en clasificatorias para Copas del Mundo
| Eliminatorias                    | Selección              | Resultado              | Partidos | Goles | Prom. |
| -------------------------------- | ---------------------- | ---------------------- | -------- | ----- | ----- |
| Eliminatorias sudamericanas 1966 | Perú                   | 5.º (no clasificó)     | 4        | 4     | 1.00  |
| Eliminatorias sudamericanas 1970 | Perú                   | 4.º (clasificado)      | 4        | 1     | 0.25  |
| Total en eliminatorias           | Total en eliminatorias | Total en eliminatorias | 8        | 5     | 0,63  |

## Estadísticas

### Clubes
Datos actualizados a fin de carrera deportiva.
| Club                          | Div.                | Temporada           | Liga  | Liga  | Copas(1) | Copas(1) | Internacional(2) | Internacional(2) | Total(3) | Total(3) |
| Club                          | Div.                | Temporada           | Part. | Goles | Part.    | Goles    | Part.            | Goles            | Part.    | Goles    |
| ----------------------------- | ------------------- | ------------------- | ----- | ----- | -------- | -------- | ---------------- | ---------------- | -------- | -------- |
| Alianza Lima · Perú           | 1.ª                 | 1960                | 1     | 0     | –        | –        | –                | –                | 1        | 0        |
| Alianza Lima · Perú           | 1.ª                 | 1961                | 10    | 4     | –        | –        | –                | –                | 10       | 4        |
| Alianza Lima · Perú           | 1.ª                 | 1962                | 18    | 14    | –        | –        | –                | –                | 18       | 14       |
| Alianza Lima · Perú           | 1.ª                 | 1963                | 18    | 16    | –        | –        | 4                | 0                | 22       | 16       |
| Alianza Lima · Perú           | 1.ª                 | 1964                | 17    | 10    | –        | –        | 4                | 2                | 21       | 12       |
| Alianza Lima · Perú           | 1.ª                 | 1965                | 18    | 7     | –        | –        | –                | –                | 18       | 7        |
| Alianza Lima · Perú           | 1.ª                 | 1966                | 16    | 10    | –        | –        | 3                | 0                | 19       | 10       |
| Alianza Lima · Perú           | 1.ª                 | 1967                | 25    | 13    | –        | –        | –                | –                | 25       | 13       |
| Alianza Lima · Perú           | 1.ª                 | 1968                | 21    | 9     | –        | –        | –                | –                | 21       | 9        |
| Alianza Lima · Perú           | 1.ª                 | 1969                | 15    | 7     | –        | –        | –                | –                | 15       | 7        |
| Alianza Lima · Perú           | 1.ª                 | 1970                | 29    | 6     | –        | –        | –                | –                | 29       | 6        |
| Alianza Lima · Perú           | Total club          | Total club          | 198   | 96    | -        | -        | 11               | 2                | 209      | 98       |
| Barcelona · Ecuador           | 1.ª                 | 1971                | 27    | 10    | -        | -        | -                | -                | 27       | 10       |
| Barcelona · Ecuador           | 1.ª                 | 1972                | 22    | 14    | -        | -        | 7                | 2                | 29       | 16       |
| Barcelona · Ecuador           | Total club          | Total club          | 49    | 24    | -        | -        | 7                | 2                | 56       | 26       |
| Alianza Lima · Perú           | 1.ª                 | 1973                | 30    | 11    | –        | –        | –                | –                | 30       | 11       |
| Alianza Lima · Perú           | Total club          | Total club          | 30    | 11    | -        | -        | -                | -                | 30       | 11       |
| Juan Aurich · Perú            | 1.ª                 | 1974                | 9     | 4     | –        | –        | –                | –                | 9        | 4        |
| Juan Aurich · Perú            | Total club          | Total club          | 9     | 4     | -        | -        | -                | -                | 9        | 4        |
| Unión Tumán · Perú            | 1.ª                 | 1975                | 14    | 2     | –        | –        | –                | –                | 14       | 2        |
| Unión Tumán · Perú            | Total club          | Total club          | 14    | 2     | -        | -        | -                | -                | 14       | 2        |
| Deportivo Municipal · Perú    | 1.ª                 | 1976                | 11    | 4     | –        | –        | –                | –                | 11       | 4        |
| Deportivo Municipal · Perú    | 1.ª                 | 1977                | 7     | 3     | –        | –        | –                | –                | 7        | 3        |
| Deportivo Municipal · Perú    | Total club          | Total club          | 18    | 7     | -        | -        | -                | -                | 18       | 7        |
| Deportivo Galicia · Venezuela | 1.ª                 | 1978                | ?     | ?     | –        | –        | –                | –                | ?        | ?        |
| Deportivo Galicia · Venezuela | 1.ª                 | 1979                | ?     | ?     | –        | –        | 6                | 1                | ?        | ?        |
| Deportivo Galicia · Venezuela | 1.ª                 | 1980                | ?     | ?     | –        | –        | 6                | 1                | ?        | ?        |
| Deportivo Galicia · Venezuela | Total club          | Total club          | 33    | 16    | -        | -        | 12               | 2                | 45       | 18       |
| Total en su carrera           | Total en su carrera | Total en su carrera | 351   | 158   | -        | -        | 30               | 6                | 381      | 164      |

### Resumen estadístico
|                       | Partidos | Goles | Promedio |
| --------------------- | -------- | ----- | -------- |
| Primera división      | 351      | 164   | 0.45     |
| Copas internacionales | 30       | 6     | 0.20     |
| Selección peruana     | 49       | 15    | 0.31     |
| Total                 | 430      | 185   | 0.44     |

## Palmarés

### Campeonatos nacionales
| Título                 | Club              | País      | Año  |
| ---------------------- | ----------------- | --------- | ---- |
| Liga peruana de fútbol | Alianza Lima      | Perú      | 1962 |
| Liga peruana de fútbol | Alianza Lima      | Perú      | 1963 |
| Liga peruana de fútbol | Alianza Lima      | Perú      | 1965 |
| Serie A de Ecuador     | Barcelona SC      | Ecuador   | 1971 |
| Copa Venezuela         | Deportivo Galicia | Venezuela | 1980 |

### Distinciones individuales
| Distinción                                       | Año  |
| ------------------------------------------------ | ---- |
| Goleador de la primera división del Perú         | 1963 |
| Mejor futbolista de la primera división del Perú | 1963 |
| Goleador de la primera división del Perú         | 1967 |
| 2.º mejor jugador sudamericano del año, L'Équipe | 1969 |
| Jugador veterano del año                         | 1973 |